# ケリー・ディヴァイン

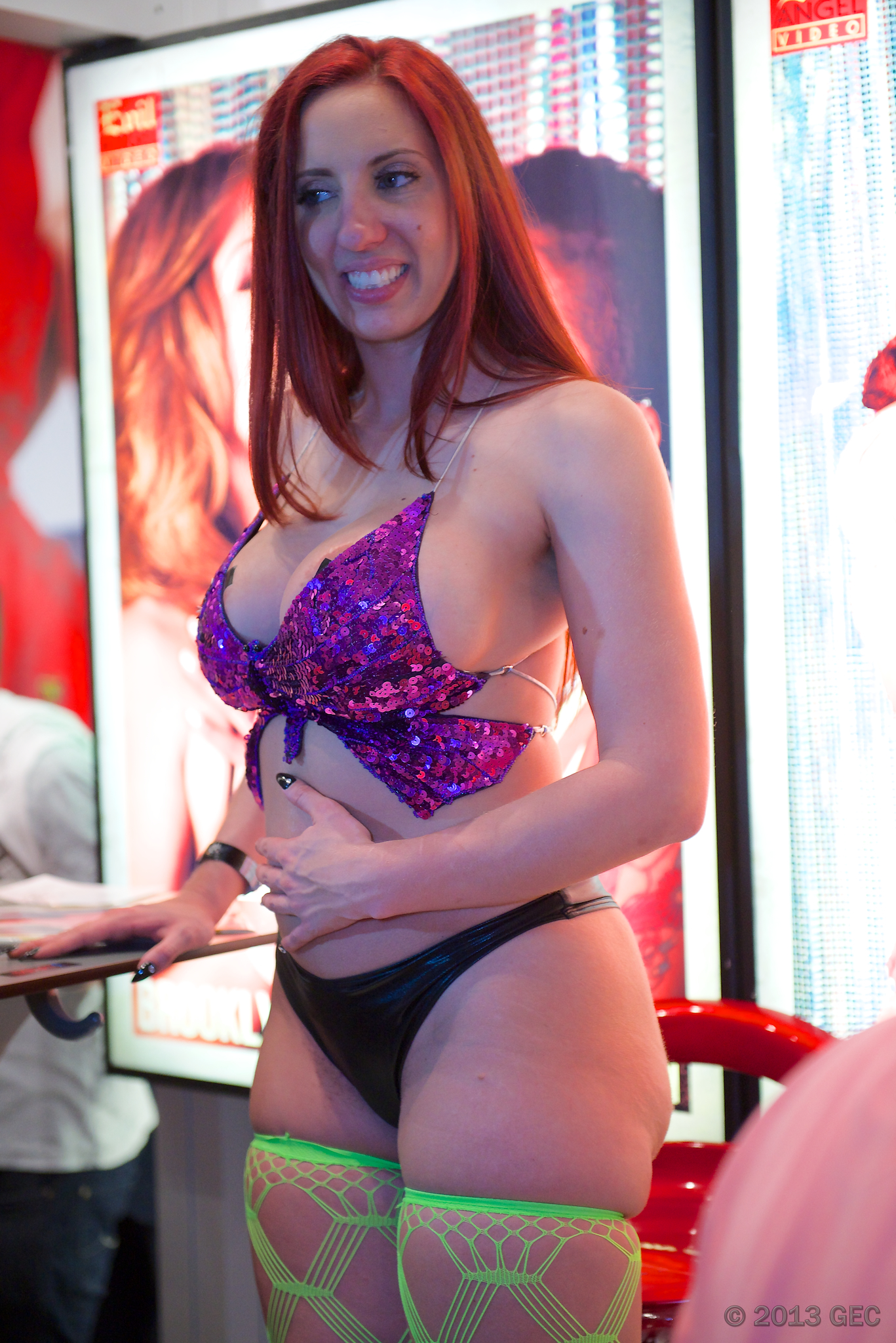
ケリー・ディヴァイン

ケリー・ディヴァイン（Kelly Divine、 1984年7月3日 - ）は、アメリカ合衆国のポルノ女優。ペンシルベニア州チェスター出身。